# Sieraden van A tot Z

## A
Academie voor Beeldende Kunst en Kunstnijverheid - 
Cris Agterberg - 
aigrette - 
Madeleine Albright - 
alsengemme - 
aluminium -
ambtsketen -
Amsterdam Museum -
Hans Appenzeller - 
Rudie Arens - 
Arman -
armband - 
armband Vleermuizen en Papavers -
Jean Arp -
Arti et Amicitiae -
Nedda El-Asmar - 
asscher -
Gijs Assmann

## B
Gijs Bakker -
César Baldaccini -
Peggy Bannenberg -
bedelarmband -
Nicolaas van Beek -
Carel Begeer -
Walter Van Beirendonck -
Sonja Bernd't  -
Dinie Besems -
Liesbeth den Besten -
David Bielander - 
Bijenhanger - 
bioregulator - 
BioStabil 2000 - 
Bird on a Rock
bisschopsring -
bladgoud -
Maria Blaisse -
Margje Blitterswijk - 
bloeddiamant-
Iris Bodemer -
Onno Boekhoudt -
Bond van Oproerige Edelsmeden -
Tord Boontje -
Marjan Boot - 
boort -
Françoise van den Bosch -
Louise Bourgeois - 
Édouard Bovet -
Joke Brakman -
Georges Braque - 
bridge piercing - 
briljant -
Mecky van den Brink -
Helen Britton -
Caroline Broadhead - 
Jeanne de Brouckère -
broche - 
bruneren -
Siegfried De Buck - 
Bulgari- 
bulla - 
Bulova -
Torun Bülow-Hübe -
Claus Bury -
Pol Bury

## C
cabochon - 
Alexander Calder - 
Calvin Klein - 
camee -
Cameeënparure van Joséphine de Beauharnais -
Pierre Cardin -
Cartier - 
Casio Wave Ceptor -
Centraal Museum -
chabchab -
Peter Chang - 
chatelaine - 
chiffre - 
choker -
Francesca di Ciaula -
Maria Cina - 
Citizen -
Karel Citroen -
Roelof Citroen - 
Claddagh-ring - 
claw piercing -
CODA - Christophe Coppens-
Wilhelm Lucas von Cranach - 
Collectie Françoise van den Bosch - 
conch - 
Coster Diamonds - 
Fritz Courvoisier - Wilhelm Lucas von Cranach

## D
Rini Dado - 
daith -
Sonia Delaunay -
André Derain -
Paul Derrez -
Deutsches Edelsteinmuseum - 
devant de corsage - 
diadeem - 
Diadora (bedrijf) - 
diamant -
diamantbeurs - 
Diamantbeurs (Amsterdam) -
Diamantmuseum (Amsterdam) - 
Diamantmuseum (Antwerpen) - 
Diamantmuseum (Brugge) - 
diamantslijpen -
Christian Dior -
Dioskurides -
Jacomijn van der Donk - 
Drie Broers -
Archibald Dumbar - 
dzi -
3D-printer

## E
edelmetaal -
edelsmeedkunst -
edelsteen -
Christa Ehrlich -
Iris Eichenberg -
Jan Eisenloeffel - 
email - 
email cloisonné -
Erté - 
eslavage de perles

## F
Peter Carl Fabergé - 
Fabergé-ei - 
Joop Falke - 
Fer de Berlin - 
Festina - 
fibula - 
Firma Theodor Fahrner -
Jantje Fleischhut - 
Folli Follie - 
Fossil -
Georges Fouquet -
Françoise van den Bosch Prijs -
Helen Frik

## G
Lucien Gaillard -
Galerie Ekster -
Galerie Het Kapelhuis - 
galeriehouder -
Galerie Louise Smit -
Galerie Lous Martin - 
Galerie Marzee -
Galerie Ra -
Galerie Rob Koudijs -
Galerie Sieraad -
Galerie Swart -
Gassan Diamonds - 
gem -
Gerrit Rietveld Academie - 
gieten -
Marijke de Goey - 
goud -
goudsmid -
Frank Govers -
Grassimuseum -
Willemijn de Greef - 
groeibriljant - 
Guess -
Calouste Gulbenkian

## H
haarspeld -
Gésine Hackenberg - 
halfedelsteen -
Lea Halpern -
halsketting - 
Hamilton - 
Sophie Hanagarth - 
hanger -
Petra Hartman -
Maria Hees - Renate Heintze- 
helixpiercing -
Karen Hendrix - 
Herbert Hofmann-Preis -
Marion Herbst -
Herman Hermsen - 
heru --
Hessisches Landesmuseum Darmstadt - 
heuppiercing -
historische edelsmeedtechnieken - 
Hodinkee -
Siem van den Hoonaard -
Hopediamant -
horloge - 
horlogeopwinder - 
Marian Hosking - 
Hublot

## I
Ice-Watch - 
Identiteitsplaatje - 
Idiots (kunstenaarsduo) -
Ilias Lalaounis Jewelry Museum - 
imitatiediamant - 
imitatieparel - 
industrial -
Invicta Watch Group

## J
Ferdi Jansen - 
Georg Jensen - 
Jules-Samuel Jequier - 
jestrum piercing -
Nic Jonk -
Rian de Jong -
juwelen -
juwelier

## K
Kaliumpolysulfide -
karaat (gehalte) - 
karaat (massa) - 
kardinaalsring -
Beppe Kessler -
Maria van Kesteren - 
Claartje Keur - 
kimberliet -
kleinood -
Susanne Klemm - 
Kleurdiamant -
Esther Knobel -
Koh-i-Noor -
Koninklijke Asscher Diamant Maatschappij -
Koninklijke Van Kempen & Begeer -
Daniëlle Koninkx - 
kraal - 
kroon -
kroonjuwelen -
Kruithuis - 
kuisheidsring -
Kunstacademie -
Otto Künzli - 
Alfred Kurth - 
kwartscrisis - 
kwartsuurwerk

## L
labret - 
René Lalique -
G.H. Lantman - 
Lasita -
Mathieu Lauweriks -
Emmy van Leersum -
Felieke van der Leest - 
Lesser George -
Nel Linssen - 
lipschotel -
Longines - 
Lucardi

## M
Majorica - 
manchetknoop -
Lous Martin -
Falko Marx - 
Jan Matthesius -
medaillon - 
medusa - 
Mellerio-parure -
Menno Meyer - 
metsja -
Loekie Metz - 
moissaniet -
Floor Mommersteeg - 
mondjuweel - 
Monroe-piercing - 
Koloman Moser -
Musée des Arts Décoratifs -
Museu Calouste Gulbenkian - 
Museum voor Moderne Kunst Arnhem

## N
Chequita Nahar - 
navelpiercing - 
Riet Neerincx -
neusring - 
neusvleugelpiercing - 
Karel Niehorster -
Bert Nienhuis - 
Evert Nijland -
Bruno Ninaber van Eyben -
Ted Noten

## O
Omega (horloge) - 
Omega (schakels) -
oorbel -
oorijzer - 
oorpiercing -
oorring - 
oppervlaktepiercing - 
oprekken -
Österreichisches Museum für angewandte Kunst -
Rodrigo Otazu

## P
Pandora - 
parel - 
parelketting -
parure -
parure met huisdiamanten - 
Noon Passama -George Paulding Farnham
Pauwenstaart-parure - 
Francesco Pavan - 
peineta - 
penning -  
Berend Peter - 
Ruudt Peters -
piercing -
Annelies Planteijdt - 
Police - 
polijsten - 
Poljot - 
pomander -
Potgieter-parure -
Benno Premsela -
Katja Prins -  
Prisma -
Dorothea Prühl

## R
Wendy Ramshaw - Uli Rapp - Tabea Reulecke -
Rietveldpaviljoen De Zonnehof - 
rijgen -
ring  - 
rivière  -
Nora Rochel - 
Rolex - 
rookpiercing - 
Maria Roosen -  
Rijksmuseum Amsterdam

## S
Philip Sajet -
Sandberg Instituut - 
Lucy Sarneel -
Schaap en Citroen - 
schakelketting -
Anneke Schat - Marjorie Schick- Jean Schlumberger -
Schmuckmuseum Pforzheim - - Barbara Schrobenhauser - 
Seiko - 
Seiko 5 - 
Seiko SKX007 - 
septumpiercing - 
Siebel Juweliers - 
Vera Siemund -
sieraad -
sieraadontwerper - 
sierspeld van Tara - 
slavenarmband- smartwatch -
Robert Smit - 
snug - 
solderen - 
SOYUZ - 
staal -
Stedelijk Museum Amsterdam -
Stedelijk Museum 's-Hertogenbosch -
Chris Steenbergen - 
Wim Steins -
Stichting Françoise van den Bosch - 
stras - 
Suunto -
Swarovski -
Riekje Swart - 
Swatch

## T
tepelpiercing - 
Thokcha -
Tiara - 
Tiffany & Co. - 
Tissot - 
Charles-Émile Tissot - 
Charles-Félicien Tissot -
Johanna Titselaar -
toegepaste kunst -
Thea Tolsma -
Terhi Tolvanen -
TextielMuseum - 
Alfons Thys - 
tongpiercing -
tourbillon - 
traguspiercing -
Trollbeads - Melania Trump - Jef van Tuerenhout

## U
Marjan Unger

## V
Vakschool Schoonhoven -
Henry Van de Velde - Erik Verberckt-
Truike Verdegaal -
Vereniging van Edelsmeden en Sieraadontwerpers - 
vergulden -
verlorenwasmethode - 
verzamelaar - 
verzilveren -
Victoria and Albert Museum - 
vissersring - 
vriendschapsarmband - 
vuurverguldsel

## W
Charlotte van der Waals -
Andrea Wagner -
Marcel Wanders - 
wangpiercing - 
wenkbrauwpiercing -
Ben Wierink -
Pauline Wiertz -
Lam de Wolf -
Philippe Wolfers -
Katrin Wouters

## Z
Zeeuwse knoop -
zegelring -
zilver -
zilversmid -
zirkonia -
Lucy Zom -
Frans Zwollo jr. -
Frans Zwollo sr. -
Marinus Zwollo -
Paul Zwollo